# Michael Thoman
Michael Thoman (...) è un allenatore di calcio figiano.

## Carriera
Ha allenato la Nazionale di calcio delle Figi tra il 1983 ed il 1986.